# كنجي
 كنجي  بالفارسية (کُنچی) قرية كبيرة تتبع لـالبلدة المركزية (بالفارسية بخش مركزي ) من توابع مدينة بستك إحدى قرى إقليم گودة، وتقع في محافظة هرمزگان في جنوب إيران.

## حدود قرية كنجي
يحدها من الشمال قرية كشان، ومن الجنوب أزدي، ومن الغرب لرد بستو، ومن الشرق تنتهي بـقرية تنك دالان.

## السكان
يبلغ عدد سكان هذه القرية حسب تعداد السكان لعام 2006 للميلاد، (433) نسمه تشكل (106 عائلة)، من أهل السنة والجماعة وعلى المذهب الشافعي. يتكلون الفارسية باللهجة المحلية. لهم مسجد ومدرسة مشتركة، ومجموعة من البرك لحفظ مياه الأمطار إذا سالت الأودية، لهم مسجد، مدارس: ابتدائية، والاعدادية وعيادة صحية صغيرة، وعدد من البرك لحفظ مياه الأمطار. وشكبة المياه والكهرباء، وحوالي 2000 نخلة مثمرة.

## وصلات خارجية
- التقسيمات الإدارية لمحافظة هرمزگان